# Rodrigue Akl
Rodrigue Akl, né le 30 septembre 1988, est un joueur libanais de basket-ball. Il évolue au poste de meneur.